# Vojens
Vojens (tyska: Woyens) är en tätort i Haderslevs kommun i Region Syddanmark i Danmark. Tätorten har 7 545 invånare (2024). Den ligger på Jylland, cirka 12 kilometer väster om Haderslev. Vojens var centralort i Vojens kommun fram till kommunreformen 2007.